# Eugeniusz Kubicki
Eugeniusz Kubicki, w latach 1925–1947 Eryk Kubicki (ur. 18 sierpnia 1925 w Hajdukach Wielkich) – polski piłkarz występujący na pozycji napastnika, reprezentant Polski w 1948 roku.

## Kariera

### Piłkarska
Przez znaczną część kariery piłkarskiej Kubicki był związany z Ruchem Chorzów, w którym treningi rozpoczął w 1939 roku. Dwa dni po wybuchu II wojny światowej niemieckie władze okupacyjne zlikwidowały Ruch, natomiast w listopadzie powołały w jego miejsce Bismarckhütter SV, w którym grała część przedwojennych piłkarzy klubu. Wśród nich był Kubicki, który reprezentował BSV w latach 1939–1942. Podczas wojny został wcielony do Wehrmachtu, jednak przedostał się na stronę aliantów. We Włoszech grał w zespole 2. Korpusu Polski. W październiku 1946 trafił do Anglii. Zasilił wówczas drużynę York City, dla której rozegrał pięć spotkań. W 1947 roku wrócił do kraju i rozpoczął grę w macierzystym klubie. W „Niebieskich” występował przez dziesięć sezonów. Kubicki wywalczył w tym czasie z zespołem awans do I ligi (1947), trzykrotnie mistrzostwo (1951, 1952, 1953) i dwukrotnie wicemistrzostwo Polski (1950, 1956), trzykrotnie trzecie miejsce w mistrzostwach Polski (1948, 1954, 1955) oraz jeden raz Puchar Polski (1950/51). W I lidze zadebiutował 14 marca 1948 roku w wygranym 1:0 meczu z Garbarnią Kraków, zaś pierwszą bramkę strzelił 21 marca w zwycięskim 3:7 spotkaniu z ŁKS–em Łódź.

### Reprezentacyjna
Kubicki zadebiutował w reprezentacji Polski prowadzonej przez selekcjonera Wacława Kuchara 18 maja 1952 roku w przegranym 2:6 meczu z Węgrami. Był to jedyny występ Kubickiego w barwach narodowych.

## Statystyki

### Klubowe w latach 1948–1956
| Sezon | Klub         | Liga   | Liga krajowa | Liga krajowa | Puchar Polski | Puchar Polski | Łącznie | Łącznie |
| ----- | ------------ | ------ | ------------ | ------------ | ------------- | ------------- | ------- | ------- |
| Sezon | Klub         | Liga   | Meczów       | Bramek       | Meczów        | Bramek        | Meczów  | Bramek  |
| 1948  | Ruch Chorzów | I Liga | 24           | 7            | –             | –             | 24      | 7       |
| 1949  | Ruch Chorzów | I Liga | 19           | 6            | –             | –             | 19      | 6       |
| 1950  | Ruch Chorzów | I Liga | 21           | 4            | –             | –             | 21      | 4       |
| 1951  | Ruch Chorzów | I Liga | 18           | 6            | 4             | 3             | 22      | 9       |
| 1952  | Ruch Chorzów | I Liga | 12           | 2            | 1             | 0             | 13      | 2       |
| 1953  | Ruch Chorzów | I Liga | 10           | 1            | –             | –             | 10      | 1       |
| 1954  | Ruch Chorzów | I Liga | 8            | 3            | 1             | 0             | 9       | 3       |
| 1955  | Ruch Chorzów | I Liga | 10           | 0            | –             | –             | 10      | 0       |
| 1956  | Ruch Chorzów | I Liga | 2            | 2            | 1             | 1             | 3       | 3       |
| Razem | Razem        | Razem  | 124          | 31           | 7             | 4             | 131     | 25      |

### Reprezentacyjne
| 1. | 19.09.1948 | Warszawa, Polska | Węgry | 2:6 | towarzyski |

## Sukcesy

### Ruch Chorzów
- Mistrzostwo Polski (3 razy) w sezonach: 1951, 1952, 1953
- Wicemistrzostwo Polski (2 razy) w sezonach: 1950, 1956
- 3. miejsce mistrzostw Polski (3 razy) w sezonach: 1948, 1954, 1955
- Puchar Polski w sezonie 1951

## Życie prywatne
Kubicki był z wykształcenia inżynierem metalurgii. Pracował jako projektant. W 1974 był laureatem nagrody państwowej I stopnia w dziedzinie techniki. W 1988 roku wyemigrował do Niemiec.